# Endostyl
Endostyl − wgłębienie w dolnej części gardzieli osłonic i bezczaszkowców oraz larw minogów (zobacz: ślepica). Endostyl ma kształt rynienki i jest wyścielony orzęskowym nabłonkiem wydzielającym śluz. Służy przesuwaniu zlepionego śluzem pokarmu z gardzieli do jelita. U minogów w czasie przeobrażenia z postaci larwalnej endostyl przekształca się w gruczoł tarczycy. Jest uważany za homologiczny z tarczycą kręgowców.